# 敦元
敦元，云南楚雄人，清朝政治人物。举人出身。
乾隆五十一年，擔任廣東廣州府永安縣知縣（現紫金縣知縣）。后由翟世寧接任。